# Canals Superiors del Sutlej
Els canals Superiors del Sutlej (Upper Sutlej Canals) és un sistema de reg per inundació al Panjab (Pakistan) conegut en diverses parts com canals de Katora o Khanwah, o Upper Sohag i Lower Sohag (o Lower Sohag i Para). Agafen l'aigua de la riba dreta del Sutlej i reguen la terra aprofitant un llit sec el Beas que separa el territori del Canal Bari-Doab. El principal és el canal de Katora, a la regió de Lahore. El 1903-1904 tenien 523 km i altres 634 de distributaris. El canal ja va existir segles enrere i fou millorat per Mirza Khan, ministre d'Akbar, però després descuidat, es va omplir d'arena. Ranjit Singh de Lahore va encarregar al diwan Radha Ram la seva reparació i va funcionar del 1807 al 1823, però altre cop descuidat fins al 1841 quan Fakir Chiraghud-din, sota ordes del maharajà Sher Singh, el va restaurar. El 1949 els britànics van agafar el control.